# Колосов Геннадій Федорович
Геннадій Федорович Колосов (нар. 30 вересня 1956, Москва, СРСР) — радянський та російський футболіст, воротар, тренер.

## Життєпис
Вихованець московської ФШМ. У 1975 році перебував у заявці ЦСКА, але на футбольне поле не виходив. 1976 рік провів в команді другої ліги «Атлантика» (Севастополь). У 25 матчах пропустив 37 м'ячів. Наступного року зіграв за команду два матчі та перейшов в іншу кримську команду — сімферопольську «Таврію» з першої ліги, куди прийшов разом з іншими вихованцями кримського футболу Василем Мартиненком, Сергій Беглєцовим, Петром Карловим, а також вихованцем казахського футболу Віктором Катковим.. У другій половині серпня провів два матчі — у виїзному поєдинку проти «Пахтакора» (2:0) вийшов на заміну на 89-й хвилині, в домашньому поєдинку проти «Торпедо» (Кутаїсі) (3:2) вийшов на 83-й хвилині й пропустив м'яч. У 1978 році зіграв один матч, 2 травня вдома проти «Ністру» (4: 1) вийшов на 86-й хвилині. У 1979-1980 та 1981-1986 роках виступав за «Терек» (Грозний). У 1980-1981 роках — у складі «Локомотива» (Москва). У чемпіонаті 1980 року провів два домашні поєдинки, 20 жовтня в матчі проти «Нефтчі» (3:1) вийшов на заміну на 89-й хвилині, 22 листопада проти «Шахтаря» (1:1) відіграв весь матч. У лютому — березні 1981 року зіграв у п'яти матчах Кубку СРСР, в яких пропустив шість м'ячів, двічі зіграв «на нуль». 1987 рік провів у костромському «Спартаку», в наступних трьох сезонах не виступав. У 1991-1992 роках зіграв 27 матчів за «Торгмаш» (Люберці), у 1992-1995 роках працював в команді тренером.
Тренував юнацьку команду московського «Локомотива» 1992 року народження, з якої в 2006 році виграв великий міжнародний турнір Dana Cup в Данії . Працював з командою 1995 року народження. У 2009-2011 роках — головний тренер команди 1995 року народження «Чертаново». У 2018 році — тренер команди 2006 року народження ФК «Росич».